# اتو واینینگر
اتو واینینگر (آلمانی: Otto Weininger; ‏۳ آوریل ۱۸۸۰ – ۴ اکتبر ۱۹۰۳) یک فیلسوف اهل اتریش بود.